# Nihilistische Factie
De Nihilistische Factie (Grieks:Φράξια Μηδενιστών) was een nihilistische anarchistische  organisatie in Griekenland. Ze eiste de verantwoordelijkheid op voor de bomaanslag op een IBM-kantoor van 28 mei 1996 in Athene, waarbij wel materiële schade werd aangericht maar geen gewonden vielen.